# Rectoria (la Bisbal d'Empordà)
La Rectoria és una obra del municipi de la Bisbal d'Empordà protegit com a bé cultural d'interès local.

## Descripció
Edifici de planta baixa, dos pisos i coberta a dues vessants. La façana principal té com a elements més remarcables la porta d'accés d'arc de mig punt amb grans dovelles de pedra i les dues finestres del primer pis, en part reconstruïdes, de tipus gòtic. A la façana lateral són remarcables dues finestres coronelles de la mateixa tipologia que les de la façana principal. Ambdues han perdut la columna central (una d'elles és tapiada i l'altre ha estat transformada en balcó). En conjunt l'edifici ha experimentat moltes modificacions (noves obertures, reformes internes…), però és interessant pel seu valor tipològic.

## Història
L'edifici de la rectoria fou en el seu origen el casal d'un ric comerciant, Jaume Guinart, que posteriorment esdevingué noble. L'obra presenta les característiques de la casa benestant de l'època gòtica: pati interior, portal adovellat, finestres coronelles… En l'actualitat conté la rectoria.
Per la part darrere a la plaça del Castell conté una part de l'antiga muralla de la ciutat. Des de desembre de 2019 l'ajuntament ha endegat les obres per a rehabilitar aquest tram de muralla i restituir l'accés públic.